# هلوهلووي

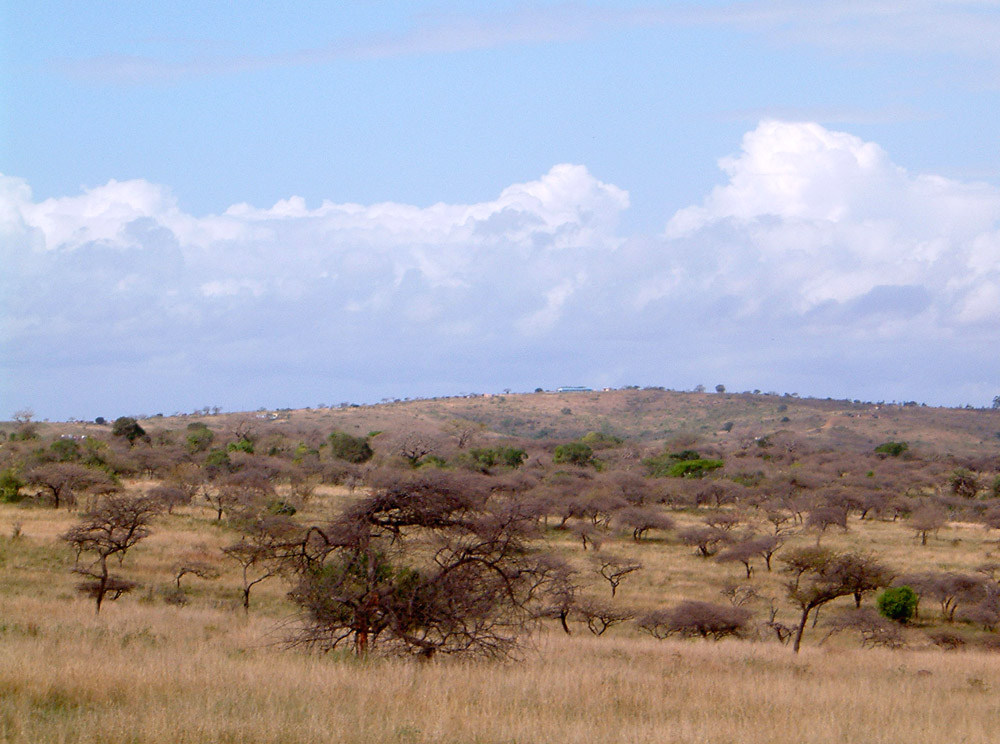
محمية هلوهلووي بجنوب أفريقيا.

هـْلوهـْلُووِه Hluhluwe محمية للحيوانات البرية في جنوب أفريقيا، بمنطقة كوازولو-ناتال على بعد 280 كم إلى الشمال من دربان، وهي منتجع سياحّي شهير، يتمتع بأنواع مختلفة من الخدمات، وتفترش مساحة تبلغ حوالي 23 ألف هكتار مربع. وتمتاز بمناخ معتدل، ويصل معدل سقوط المطر بها إلي 75 سم كل عام.
وتشتهر هلوهلووي بحيواناتها من الخراتيت السوداء والبيضاء كما تَحظى بحيوانات أُخرى من الظباء وقرود البابون، والشيتا، والجواميس، والتماسيح، والزراف وأفراس النهر، والنمور الرقطاء وحمر الوحش، وتَحفل أيضًا بأنواع مختلفة من الطيور والزواحف.

## أصل التسمية
ويرجع اسم المحمية في أصله إلى اسم النهر الذي ينساب خلالها وهو نهر هلوهلووي.
وكلمة هلوهلووي واردة في لغة الزّولو وتُطلَق على النباتات الزاحفة التي تنمو على شاطئ النهر.
هلوهلووي من أولى المناطق التي تم تخصيصها للحفاظ على حيوانات الحياة الفطرية في جنوب إفريقيا من الانقراض. ولقد أفنى الصيادون، ولصوص الصيد معظم الحيوانات في المنطقة، في أواخر القرن التاسع عشر الميلادي وتقرر في عام 1895م تحويل هلوهلووي إلى محمية، وتم ذلك في عام 1897م.

## وصلات خارجية
- Hluhluwe Accommodation
- For a wide selection of places to stay in Hluhluwe
- More information on Hluhluwe
- Tours in and around Hluhluwe